# Палатализация
Палатализацията, или смекчаването, е свойство на съгласните във фонетиката и звукова промяна в историческата лингвистика, състояща се в доближаване до небцето (лат. palatum) на мястото на учленение на съгласна или гласна с цел улеснение на говора.

## Във фонетиката
Палатализацията е вид асимилация: преден гласен звук придава небно съучленение или измества цялостното място на учленение на съгласен звук по-близо до небцето. Палатализация може да възникне и при гласни: учленението им се измества по-напред.

### В българския език
В съвременния български език съществува фонемична палатализация: повечето твърди съгласни имат меки съответствия, които се приемат от академичната граматика за различни звукове, тъй като притежават смислоразличителна роля: съществуват думи, които се различават само по мекостта на една съгласна:
лук [лук] – люк [л'ук];
бал [бал] – бял [б'ал];
гол [гол] – гьол [г'ол].
Пред меките гласни е и и също настъпва известно смекчаване на съгласните, например звукът п в думата пет се изговаря малко по-меко, отколкото в думата пак (но не толкова меко, колкото в думата пясък [п'асък]). Това леко смекчаване пред е и и не е смислоразличително. Например думата пет в книжовния език се произнася [пет], докато в някои говори звукът п се произнася силно смекчен, тоест [п'ет] (като в думата пясък [п'асък]), но това не създава разлика в смисъла: [пет] и [п'ет] не са две различни думи, а само два начина за изговаряне на една и съща дума (пет). Затова академичната граматика приема леко смекчените съгласни (като звука п в думата пет) за меки варианти (алофони) на съответните твърди съгласни (като звука п в пак), а не за отделни звукове (фонеми).
От друга страна, академичната граматика смята силно смекчените съгласни за различни звукове (фонеми), а не просто за варианти (алофони) на съответните твърди съгласни. Основание за това разграничение е смислоразличителната роля на противопоставянето по твърдост и мекост:
вал [вал] – вял [в'ал];
бас [бас] – бяс [б'ас].
Така броят на всички звукове в българския език, включително т.нар. потенциални фонеми, възлиза на 45.
Отделни учени застават на друга гледна точка. Според тях меките съгласни са само алофони на твърдите, а не са самостоятелни звукове. (Така броят на звуковете в българския език излиза по-малък от посочения по-горе.) Постигането на мекост те обясняват с вмъкването на полугласната й след съответната съгласна, например бяс [бйас]; като приемат, че има само една съгласна с фонемична палатализация, а именно л (/l/, [ɫ~w], с преднонебното /lʲ/, [ʎ̟]).
Така се различават например думите лук /luk/ и люк /lʲuk/.
Освен това заднонебните съгласни /k, ɡ/ имат меки алофони пред /i/, /j/ и /ε/ – /kʲ, ɡʲ/, [k̟,ɡ̟].
Звукът к в думата кост /kɔst/ е твърд, но в кестен /kʲɛstɛn/ е мек.
Другите съгласни имат небно вторично учленение: средата на езика се доближава леко до небцето.
Това мнение не се споделя от мнозинството специалисти, които не приемат, че добавянето на звука й след съгласна е равнозначно на нейното смекчаване. В българския език звукът й изобщо не може да се намира след съгласна (освен по съвпадение при образуване на сложни думи като
Трансйордания [трансйорданийа],
където предходната съгласна (в случая с) продължава да се изговаря твърдо). В други славянски езици обаче съществуват комбинации от твърда съгласна и й след нея, например в руския език има дума „объём“, която се изговаря [абйом] (с твърдо б, последвано от й). Аналогичен изговор например на българската дума „бяс“, тоест [бйас] (с твърдо б, последвано от й), се различава забележимо от действителното ѝ произношение [б'ас]. Тази разлика не позволява замяна на меките съгласни с комбинации от твърди съгласни и й.

### Вторично учленение
Ключова черта на повечето славянски езици, вкл. руския, е, че почти всяка съгласна има меко съответствие. Меките съгласни се произнасят, като средата на езика се повдига леко към небцето, затова се смята, че имат небно вторично учленение. Това повдигане на езика се означава със знака <ʲ>, макар че в широката транскрипция на много езици този знак може да означава и други видове смекчаване.
Английският език също има вторично небно учленение на някои съгласни, но то е изцяло алофонично, тоест не води до разлика в смисъла на думата.

### Опредняване
В други езици мястото на учленение може да се доближи до небцето, но да не е в изцяло небна позиция. Такъв език е българският, както вече бе споменато. Друг такъв език е японският, където меките съответствия на някои от съгласните са венечено-преднонебни. На /t/ е /tɕ/, на /s/ е /ɕ/, на /z, d/ е /(d)ʑ/ и на /n/ е [ɲ̟].

### Пълно небно учленение
В някои езици може първичното учленение да се промени в пълно небно учленение. Има диалекти на българския език, където меките /l/, /k/ и /ɡ/ са пълни небни [ʎ] [c] [ɟ].
Друг пример за такъв език е гръцкият, където меките заднонебни съгласни са пълни небни, мекото /l/ е небно [ʎ], мекото /n/ е [ɲ] и след всички останали съгласни се вмъкват небните проходни съгласни [ç], [ʝ] или небната носова [ɲ] в зависимост от звучността на предходната съгласна и това дали е носова.

### Смекчаване на гласни
Освен съгласните, руските гласни също могат да бъдат смекчени. Това се случва, ако гласна е заобиколена от меки съгласни. В такива случаи, /a/, /o/, /u/ се палатализират в [æ], [ɵ], [ʉ].

## В историческото езикознание
В историческото езикознание палатализация се нарича звуковата промяна, която води до смекчаване на съгласните. Такива промени се случват, понеже предните гласни се произнасят с езика доближен до небцето и е по-лесно да се произнесат, ако учленението на съгласната преди тях също се намира близо до небцето.

### В славянските езици
Славянските езици претърпяват три палатализации, в които едни и същи звуци се смекчават в различни съгласни. Например <к> в първата палатализация преминава във <ч>, във втората – в <ц>, а в третата – пак <ц>. За разлика от другите две, третата палатализация се случва, ако съгласната се предхожда от предна гласна.

## Депалатализация
Депалатализацията е обратният на палатализацията процес. При депалатализация съгласна или гласна се отдалечава от небцето под въздействието на заобикалящите я звуци.

### Депатализация на съгласни
В съвременния книжовен български език всички съгласни претърпяват депалатилизация, ако предхождат други съгласни или се намират в края на думата.
- учител /ut͡ʃitɛl/ < учитель /ut͡ʃitʲɛlʲ/

В среднояпонския език предните гласни /i/ и /e/ смекчават всички предходни съгласни. В съвременния език обаче съгласните претърпяват депалатализация преди гласната /e/.
- 先生 (сенсей)　[sẽ̞ɰ̃se̞ː] < 先生 /ɕeNɕeː/

Но смекчаването преди /e/ оставя следи при контракция:
- じゃ /(d)ʑa/, では /de.wa/ < では /d͡ʑe.wa/
- 蝶 (пеперуда) [t͡ɕo̞ː] < 蝶 /t͡ɕeu/ < 蝶 /t͡ɕeɸu/

### Депатализация на гласни
Депалатализация на гласни се среща в старобългарския, където <ě> и <ę> се сливат с <a> и <ǫ> респективно, след съгласните <j> <č>, <š> и <ž>.
- жаба /ʒabɐ/ < žěba /ʒæba/
- жътва /ʒɤtvɐ/ < жѫтва /ʒõtva/ < жѧтва /ʒẽtva/.[6]

Тази депалатализация не повлиява среднородопските говори, поради което там думите се произнасят жѣба /ʒæbɐ/ и жетва /ʒɛtvɐ/.
В съвременния руски език удареното <e> след мека съгласна е депалатилизирано в [ɵ], което е причината за буквата Ё.
- ещё /ɪɕːɵ/ < еще /jeʂt͡ɕe/
- моё /mɐjɵ/ < мое.

Сравнете с българските „още“ и „мое“.
Последните два примера на депалатализация на гласните са примери за дизасимилация.